# جون تود
جون تود (بالإنجليزية: John Tod) هو قاضي ومحامي وسياسي أمريكي، ولد في 1779 في هارتفورد في الولايات المتحدة، وتوفي في 27 مارس 1830.

## مناصب
- انتخب List of speakers of the Pennsylvania House of Representatives [الإنجليزية]‏.
- انتخب عضو مجلس ولاية بنسيلفانيا.
- انتخب عضو مجلس نواب بنسيلفانيا.
- انتخب عضو مجلس النواب الأمريكي.